# Archibasis mimetes

Verspreidingsgebied

Archibasis mimetes is een juffer uit de familie van de waterjuffers (Coenagrionidae).
De wetenschappelijke naam van de soort werd in 1913 als Stenobasis mimetes gepubliceerd door Robin John Tillyard.

## Synoniemen
- Pseudagrion ingrid Theischinger, 2000